# Stradivari (1988)
Stradivari ist eine französisch-italienische Filmbiografie aus dem Jahr 1988.

## Handlung
Während einer Bootsfahrt nach Cremona hört der junge Antonio Stradivari zum ersten Mal in seinem Leben begeistert das Spiel einer Violine. Als Waise wird er anschließend in das klösterliche Waisenhaus eingeliefert und muss fortan mit den Priestern betteln gehen. Während einer dieser Touren gelangt er durch Zufall in die Violinenwerkstatt von Nicola Amati, wobei er erneut dem Violinenspiel lauschen darf. Begeistert vom Klang und getrieben von seiner Neugierde, schleicht er sich nachts in die Werkstatt und versucht selbst zu spielen. Doch er kann es nicht. Also beschließt er sich selbst eine Violine zu bauen. Über Wochen und Monate hinweg klaut er sich alle Materialien zusammen, die zum Bau einer Violine benötigt werden. Er versteckt diese sowie seine Violine immer wieder im Kloster. Eines Tages wird sie gefunden und die Priester glauben, dass es sich um einen Diebstahl der Waisenkinder handelt. Als Stradivari gesteht, diese selbst gebaut zu haben, wird er mit einer Schelle bestraft. Doch die Priester bringen ihn Amati, der begeistert von Stradivaris Baukunst ist. Zwar könne man noch nicht darauf spielen, aber Amati bietet Stradivari an, dessen Lehrling zu werden.
Jahre später ist der junge Stradivari immer noch Lehrling Amatis. Unzufrieden darüber, dass er weder seinen eigenen Namen noch seine eigenen Ideen in der Baukunst verfolgen darf, spielt er mit dem Gedanken sich entweder einen neuen Meister zu suchen oder selbstständig zu machen. Er bietet sich dem Architekten Francesco Pescaroli an. Er wolle allerdings nur wechseln, wenn er endlich nach seinen Bedingungen bauen darf, denn seine jetzigen Modelle würden die Töne nicht schätzen. Noch bevor sie den Klangraum verlassen, würden sie absterben. Doch bevor er diese Entscheidung endgültig treffen kan, wird er Opfer einer Falschbeschuldigung. Nachts kam er der schönen Francesca zur Hilfe, als sie von ihrem Mann geschlagen wurde. Als er allerdings das streitende Paar erreicht, ist Giovanni Giacomo Capra längst niedergeschossen und Stradivari wird des Mordes verdächtig und eingesperrt. Erst spät wird er unschuldig aus dem Kerker entlassen. Francesca sucht ihn auf, bittet ihn um Verzeihung, indem sie ihm auch erklärt, dass sie mit Capra zwangsverheiratet wurde und eine Ehe voller Gewalt führte. Ihr Bruder half ihr und erschoss ihren Ehemann, um sie zu retten. Jetzt sei sie bereit, alle Schuld auf sich zu nehmen und Buße dafür zu tun. Stradivari hingegen geht einen Schritt weiter und hält um ihre Hand an. Nahe Santa Cecilia werde er in einem Jahr ein Haus anmieten und als Violinenbauer auch für die Familie sorgen können. Sich des Skandals bewusst, welchen sie damit provozieren würde, lehnt Francesca vorerst ab. Erst als sie Stradivari beim Geigenbau zusieht und erkennt, welche Liebe er in das Instrument investiert und es mit ihr vergleicht, sagt sie zu.
Viele weitere Jahre später lebt das Ehepaar Stradivari mit ihren beiden Kindern in einem Haus. Stradivari erfüllt weiterhin seine Aufträge und klagt über sein Leid, nie den ganz großen Durchbruch geschafft zu haben. Mit dem Geld von 200 Goldtalern hangelt er sich von Violine zu Violine und schafft es kaum, seinen jetzigen Aufträgen nachzukommen. Doch derweil lässt weit entfernt der spanische König einen Wettbewerb der besten Geigenbauer ausführen, wobei er sich lediglich von Stradivaris Baukunst begeistern lässt. Er schickt seine Gesandten aus, ihn ausfindig zu machen. Stradivari wird des Nachts aus dem Schlaf geweckt und erfährt, dass er die Ehre hat für die beste Violine ausgezeichnet zu werden. Stradivari ist zu Tränen gerührt.

## Kritik
Der italienische Filmkritiker Giovanni Grazzini meinte, dass der Film „in einigen Szenen nahe der Wahrheit“ ist. Neben der historischen Authentizität lobte er Anthony Quinns Darstellung, der Stradivari „lobenswert mit lebhaften Stolz“ spielt.

## Hintergrund
Die Dreharbeiten begannen im Herbst 1986 an Originalschauplätzen in Cremona.